# Kiss me (single)
Kiss me is een hitsingle van de Amerikaanse gospelgroep Sixpence None the Richer.

## Achtergrond
Het lied werd reeds gecomponeerd in 1997, maar werd pas later gebruikt in de romantische film She's All That, de Amerikaanse dramaserie Dawson's Creek en bij het huwelijk tussen Sophie Rhys-Jones en prins Edward op 19 juni 1999. De single bereikte de eerste plaats in Canada en Australië en haalde de top tien in Oostenrijk, Vlaanderen, Duitsland, Ierland, Italië, Nieuw-Zeeland, Noorwegen, Zwitserland, Groot-Brittannië en de Verenigde Staten.

## NPO Radio 2 Top 2000
Kiss Me stond alleen in 2007 in de NPO Radio 2 Top 2000, op plek 1335.